# اسفندی
اسفندی، شفتی (نام علمی: melanocarpus crithmifolius) نام یک گونه از سرده اسفندی (سرده) است. این جنس در ایران تنها یک گونه گیاه درختچه‌ای دارد که در خراسان می‌روید و علاوه بر ایران در ترکمنستان و افغانستان نیز دیده می‌شود.